# Serie B 1986-1987 (calcio femminile)
L'edizione 1986-1987 è stata la diciottesima edizione del campionato di Serie B femminile italiana di calcio. È stato il primo campionato di Serie B della nuova gestione F.I.G.C. in ambito Lega Nazionale Dilettanti.

## Stagione
Variazioni prima dell'inizio del campionato:
fusione:
- "A.C.F. Bolzano Stil Novo" di Bolzano e "Pol. Ledrense C.F." di Molina di Ledro in "A.S. Bolzaninaledrense" con sede a Molina di Ledro;

cambio di denominazione e sede:
- da "S.C.F. Alassio Cottodomus" a "S.C.F. Alassio" di Alassio,
- da "A.C.F. Bazzano Prinz Brau" ad "A.C.F. Bazzano" di Bazzano,
- da "A.C.F. Brina Foggia" ad "A.C.F. Foggia" di Foggia,
- da "G.S.F. Cantine Carignano S.Alessio" ad "A.C.F. S.A.M.P.I. Lucca" di Lucca S.Alessio,
- da "A.C.F. Milan Trezzano" ad "A.C.F. Milan" di Trezzano sul Naviglio,
- da "A.C.F. Spinaceto VIII Graf 3" ad "A.C.F. Spinaceto VIII" di Roma,
- da "C.U.S. Napoli" di Napoli a "D.S. Nuova Gioventù Sommese" di Somma Vesuviana;

hanno rinunciato al campionato di Serie B (inattive):
- "Pol. Attilia Nuoro" di Nuoro (10ª nel girone B della Serie B),
- "A.C.F. Conegliano" di Conegliano (8ª nel girone A della Serie B),
- "A.C.F. Gioiosa Jonica" di Gioiosa Ionica (12ª nel girone B della Serie B), retrocessa in Serie C e riammessa,
- "A.C.F. Granarolo Poggiardo 84" di Poggiardo (3ª nel girone B della Serie B),
- "A.C.F. Capit Termoli" di Termoli (11ª nel girone B della Serie B), retrocessa in Serie C e riammessa,
- "A.C.F. Turris Vis Nova Giussano" di Giussano (11ª nel girone A della Serie B), retrocessa in Serie C e riammessa;

ha rinunciato al campionato di Serie B per iscriversi alla Serie C Regionale:
- "A.C.F. Salernitana" di Salerno,
- "A.C.F. Villa Gordiani" di Roma.

società non avente diritto ammessa in Serie B:
- "A.C.F. Novese" di Novi Ligure (12ª nel girone A della Serie B e retrocessa in Serie C).

### Formula
Vi hanno partecipato 29 squadre divise in tre gironi. La prima classificata di ognuno dei tre gironi viene promossa in Serie A. Le ultime tre classificate di ognuno dei tre gironi vengono retrocesse nei rispettivi campionati regionale di Serie C.

## Girone A

### Squadre partecipanti
| Club                        | Città                 | Stagione 1985-1986                |
| --------------------------- | --------------------- | --------------------------------- |
| S.C.F. Alassio              | Alassio               | 9º posto in Serie B/A             |
| A.C. Biellese               | Biella                | in Serie C Piemonte-Valle d'Aosta |
| A.S. Bolzaninaledrense      | Molina di Ledro       | 10º posto in Serie B/A            |
| A.C.F. Derthona Valmacca    | Tortona               | 7º posto in Serie B/A             |
| C.S. Endas Triestina Milano | Milano                | 1º posto in Serie C Lombardia     |
| A.C.F. Milan                | Trezzano sul Naviglio | 4º posto in Serie B/A             |
| U.C.F. Padova               | Padova                | 13º posto in Serie A              |
| Pol. San Michele            | Borgoricco            | 1º posto in Serie C Veneto        |
| A.C.F. Spineto              | Castellamonte         | in Serie C Piemonte-Valle d'Aosta |
| A.C.F. Novese               | Novi Ligure           | 12º posto in Serie B/A            |

### Classifica finale
|  | Pos. | Squadra                | Pt | G  | V  | N | P  | GF | GS | DR  |
|  | ---- | ---------------------- | -- | -- | -- | - | -- | -- | -- | --- |
|  | 1.   | ACF Milan              | 31 | 18 | 14 | 3 | 1  | 53 | 15 | +38 |
|  | 2.   | Spineto                | 28 | 18 | 12 | 4 | 2  | 35 | 21 | +14 |
|  | 3.   | Endas Triestina Milano | 27 | 18 | 11 | 5 | 2  | 38 | 14 | +24 |
|  | 4.   | Novese-Spinetta        | 21 | 18 | 9  | 3 | 6  | 35 | 34 | +1  |
|  | 5.   | Bolzaninaledrense      | 18 | 18 | 7  | 4 | 7  | 30 | 31 | -1  |
|  | 6.   | Derthona Valmacca      | 14 | 18 | 7  | 0 | 11 | 17 | 27 | -10 |
|  | 6.   | Alassio                | 14 | 18 | 5  | 4 | 9  | 14 | 28 | -14 |
|  | 8.   | San Michele            | 10 | 18 | 2  | 6 | 10 | 8  | 27 | -19 |
|  | 9.   | Biellese               | 9  | 18 | 4  | 1 | 13 | 26 | 39 | -13 |
|  | 10.  | Padova                 | 8  | 18 | 3  | 2 | 13 | 11 | 31 | -20 |

Legenda:
      Promossa in Serie A
      Retrocessa in Serie C
Note:
Due punti a vittoria, uno a pareggio, zero a sconfitta.
L'Alassio ha successivamente rinunciato alla Serie B per iscriversi in Serie C Regionale.

## Girone B

### Squadre partecipanti
| Club                    | Città              | Stagione 1985-1986    |
| ----------------------- | ------------------ | --------------------- |
| Arezzo C.F.             | Arezzo             | in Serie C Toscana    |
| A.C.F. Bazzano          | Bazzano            | 5º posto in Serie B/A |
| A.C.F. Carrara          | Carrara            | 6º posto in Serie B/A |
| A.C.S. Il Delfino       | Cagliari           | in Serie C Sardegna   |
| Pol. Ostia              | Ostia              | in Serie C Lazio      |
| A.C.F. Prato Sport      | Prato              | in Serie C Toscana    |
| A.C.F. S.A.M.P.I. Lucca | Lucca Sant'Alessio | in Serie C Toscana    |
| A.C.F. Spinaceto VIII   | Roma               | 7º posto in Serie B/B |
| A.C.F. Tarquinia        | Tarquinia          | 4º posto in Serie B/B |

### Classifica finale
|  | Pos. | Squadra          | Pt | G  | V  | N | P | GF | GS | DR  |
|  | ---- | ---------------- | -- | -- | -- | - | - | -- | -- | --- |
|  | 1.   | Carrara          | 24 | 16 | 10 | 4 | 2 | 28 | 9  | +19 |
|  | 2.   | Il Delfino       | 22 | 16 | 8  | 6 | 2 | 22 | 10 | +12 |
|  | 3.   | Ostia            | 20 | 16 | 7  | 6 | 3 | 18 | 13 | +5  |
|  | 4.   | Prato Sport      | 16 | 16 | 4  | 8 | 4 | 14 | 15 | -1  |
|  | 5.   | Spinaceto VIII   | 15 | 16 | 5  | 5 | 6 | 16 | 19 | -3  |
|  | 6.   | Tarquinia        | 14 | 16 | 3  | 8 | 5 | 20 | 21 | -1  |
|  | 7.   | Arezzo           | 14 | 16 | 4  | 6 | 6 | 19 | 18 | +1  |
|  | 8.   | Bazzano (-1)     | 9  | 16 | 2  | 6 | 8 | 13 | 22 | -9  |
|  | 8.   | S.A.M.P.I. Lucca | 9  | 16 | 2  | 5 | 9 | 8  | 31 | -23 |

Legenda:
      Promossa in Serie A
      Retrocessa in Serie C
Note:
Due punti a vittoria, uno a pareggio, zero a sconfitta.
Il Bazzano ha scontato 1 punto di penalizzazione per una rinuncia.
L'Arezzo, il Bazzano e il S.A.M.P.I. Lucca sono stati successivamente riammessi in Serie B 1987-1988 a completamento organici.

## Girone C

### Squadre partecipanti
| Club                        | Città              | Stagione 1985-1986    |
| --------------------------- | ------------------ | --------------------- |
| A.C.F. Aquile Monreale      | Palermo            | in Serie C Sicilia    |
| U.S.F. Ceramiche Pantò      | Spadafora          | in Serie C Sicilia    |
| A.C.F. Foggia               | Foggia             | 6º posto in Serie B/B |
| A.C.F. Gravina              | Gravina di Catania | in Serie C Sicilia    |
| A.P. Frattaminore           | Frattaminore       | in Serie C Campania   |
| A.C.F. Maratea              | Maratea            | in Serie C            |
| S.S.C.F. Monteforte Irpino  | Monteforte Irpino  | 9º posto in Serie B/B |
| D.S. Nuova Gioventù Sommese | Somma Vesuviana    | 5º posto in Serie B/B |
| A.S.C.F. Real Frattese      | Frattamaggiore     | in Serie C Campania   |
| A.C.F. Reggina              | Reggio Calabria    | in Serie C Calabria   |

### Classifica finale
|  | Pos. | Squadra                | Pt      | G  | V  | N  | P  | GF | GS | DR  |
|  | ---- | ---------------------- | ------- | -- | -- | -- | -- | -- | -- | --- |
|  | 1.   | Nuova Gioventù Sommese | 26      | 16 | 10 | 6  | 0  | 29 | 4  | +25 |
|  | 2.   | Monteforte Irpino      | 26      | 16 | 12 | 2  | 2  | 40 | 7  | +33 |
|  | 3.   | Gravina                | 24      | 16 | 10 | 4  | 2  | 40 | 9  | +31 |
|  | 4.   | Foggia                 | 19      | 16 | 7  | 5  | 4  | 30 | 12 | +18 |
|  | 5.   | Real Frattese          | 18      | 16 | 7  | 4  | 5  | 26 | 17 | +9  |
|  | 6.   | Frattaminore (-1)      | 10      | 16 | 5  | 1  | 10 | 23 | 39 | -16 |
|  | 7.   | Aquile Monreale        | 9       | 16 | 3  | 3  | 10 | 16 | 28 | -12 |
|  | 8.   | Ceramiche Pantò (-1)   | 4       | 16 | 2  | 1  | 13 | 15 | 57 | -42 |
|  | 8.   | Reggina (-2)           | 4       | 16 | 3  | 0  | 13 | 7  | 53 | -46 |
|  | ---  | Maratea                | Escluso | -- | -- | -- | -- | -- | -- | --  |

Legenda:
      Promossa in Serie A
      Retrocessa in Serie C
      Esclusa dal campionato
Note:
Due punti a vittoria, uno a pareggio, zero a sconfitta.
La Reggina han scontato 2 punti di penalizzazione per due rinunce.
Il Frattaminore e il Ceramiche Pantò hanno scontato 1 punto di penalizzazione per una rinuncia.
Il Maratea è stato escluso dal campionato alla quarta rinuncia (dopo Maratea-Foggia del 22 febbraio 1987).
Il Ceramiche Pantò è stato successivamente riammesso in Serie B 1987-1988 a completamento organici.

### Spareggio per il primo posto
|                        | Risultati |                   | Luogo e data          |
| ---------------------- | --------- | ----------------- | --------------------- |
| Nuova Gioventù Sommese | 1 - 0     | Monteforte Irpino | Sarno, 31 maggio 1987 |
|                        |           |                   |                       |

## Verdetti finali
- Milan, Carrara e Nuova Gioventù Sommese promosse in Serie A.
- San Michele, Biellese, Padova, Arezzo, Bazzano, S.A.M.P.I. Lucca, Reggina, Ceramiche Pantò e Maratea retrocesse nei rispettivi campionati regionali di Serie C.